# Chaudron-en-Mauges
Chaudron-en-Mauges är en kommun i departementet Maine-et-Loire i regionen Pays de la Loire i nordvästra Frankrike. Kommunen ligger i kantonen Montrevault som tillhör arrondissementet Cholet. År 2018 hade Chaudron-en-Mauges 1 471 invånare.

## Befolkningsutveckling
Antalet invånare i kommunen Chaudron-en-Mauges
| Referens: INSEE |